# Vier-Nationen-Turnier 2002 für Frauenfußballnationalteams
Das Vier-Nationen-Turnier 2002 für Frauenfußballnationalteams fand zwischen dem 27. und 31. August in der chinesischen Stadt Wuhan statt.

## Spielergebnisse 2002
| Pl. | Land     | Sp. | S | U | N | Tore    | Diff. | Punkte |
| --- | -------- | --- | - | - | - | ------- | ----- | ------ |
| 1.  | China    | 3   | 3 | 0 | 0 | 010:100 | +9    | 09     |
| 2.  | Südkorea | 3   | 1 | 1 | 1 | 003:600 | −3    | 04     |
| 3.  | Russland | 3   | 1 | 0 | 2 | 004:500 | −1    | 03     |
| 4.  | Japan    | 3   | 0 | 1 | 2 | 000:500 | −5    | 01     |

|                 |   |          |     |
| 27. August 2002 |   |          |     |
| China           | – | Japan    | 4:0 |
| Südkorea        | – | Russland | 3:2 |
| 29. August 2002 |   |          |     |
| China           | – | Südkorea | 4:0 |
| Russland        | – | Japan    | 1:0 |
| 31. August 2002 |   |          |     |
| China           | – | Russland | 2:1 |
| Südkorea        | – | Japan    | 0:0 |

## Beste Torschützinnen
1. Xie Caixia (China), Natalja Barbaschina (Russland) – 2 Tore
2. Irina Grigorjewa (Russland), Olga Letjuschowa (Russland) – 1 Tor